# Citroën 23

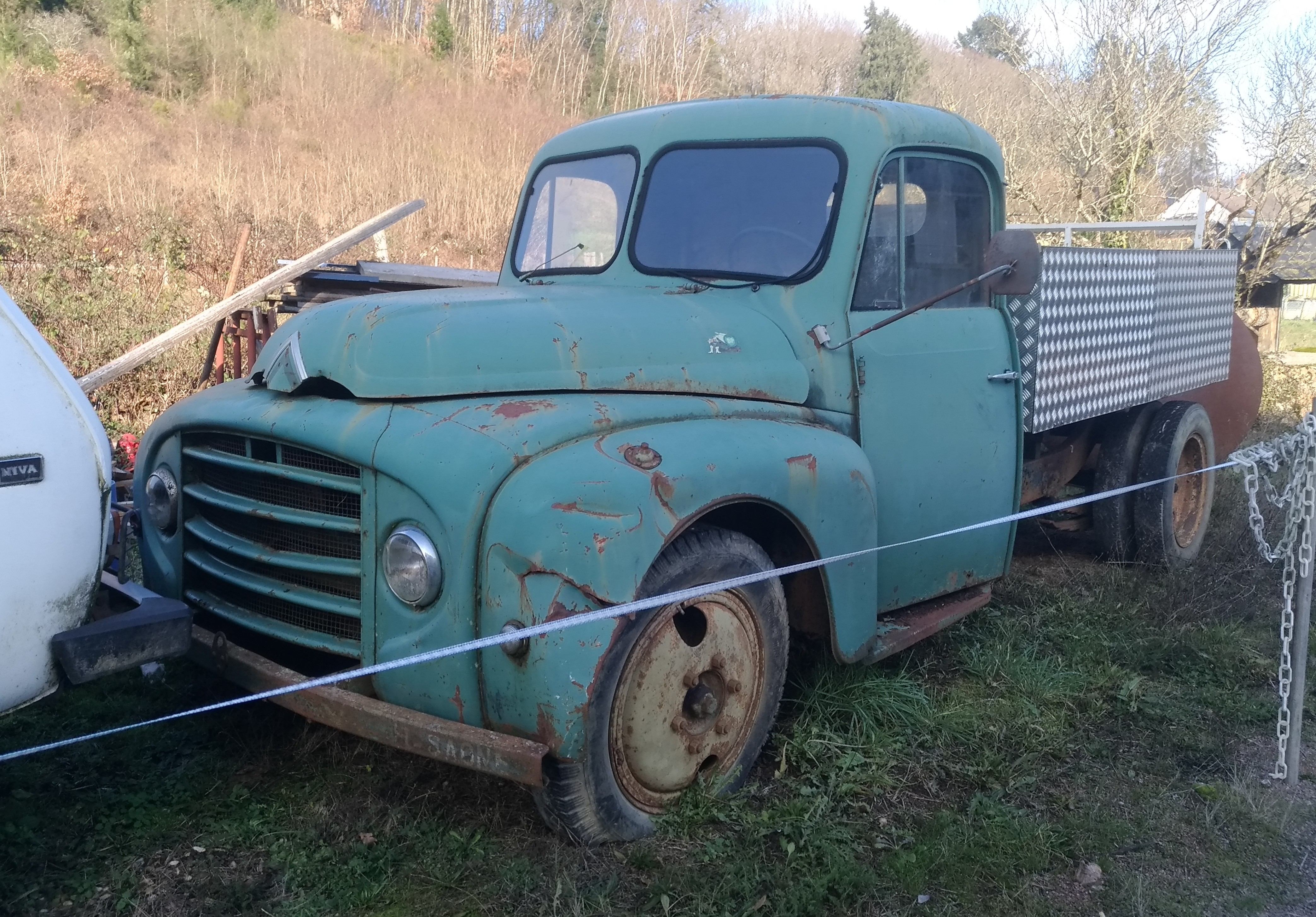
Nouvelle cabine Citroën U23 à partir de Novembre 1953

Le Citroën T23 est un camion léger conçu en France et fabriqué de 1935 à 1969. Dernier véhicule conçu du vivant d'André Citroën, le T23 détient le record de longévité absolu de la marque dans sa période souveraine, c'est-à-dire entre 1919 et 1974, avant le rachat par Peugeot, avec trente-cinq années de production ininterrompue de ce modèle. Son symbole usine est le "PUD" et le type Mines "23 U"..

## Histoire
Le T23 de Citroën est à l'origine une camionnette puisqu'il fut réceptionné aux Mines le 25 avril 1935 avec un poids total en charge (P.T.C.) de 2 300 kg. Il est présenté au Salon de Paris d'octobre de la même année conjointement aux camionnettes et aux poids lourds de la marque.
Le Type 23 série U (ou T23 série U) est un véhicule de 1 500 kg de charge utile en version plateau, ce qui lui donnait une charge totale de 2 300 kg (d'où sa désignation « 23 », avec « U » pour utilitaire). À l'origine, Citroën impose un empattement unique de 3,380 mm pour échapper à la taxe à l'encombrement instaurée par l'article 60 de la loi de 28 février 1933, qui affecte tous les véhicules dont la surface au sol dépasse 10 m2 ou 2 m de largeur. C'est pour cette raison que le T23 mesure 1,96 m de large et 5,00 mètres de long, 5,080 mm exactement hors tout avec la tolérance sur les accessoires.   
Il utilise le moteur — moderne pour l'époque — de la Traction Avant 11 CV monté avec la BV retournée vers l'AR, entraînant un arbre de transmission et un pont rigide avec suspension à ressorts semi-elliptiques, et un sens de rotation inversé par la droite pour la manivelle. La boîte de vitesses spécifique possède trois rapports très courts, pour emmener la charge du camion sans forcer le moteur, plus une prise directe. Le Type 23 plafonne à 70 km/h. 

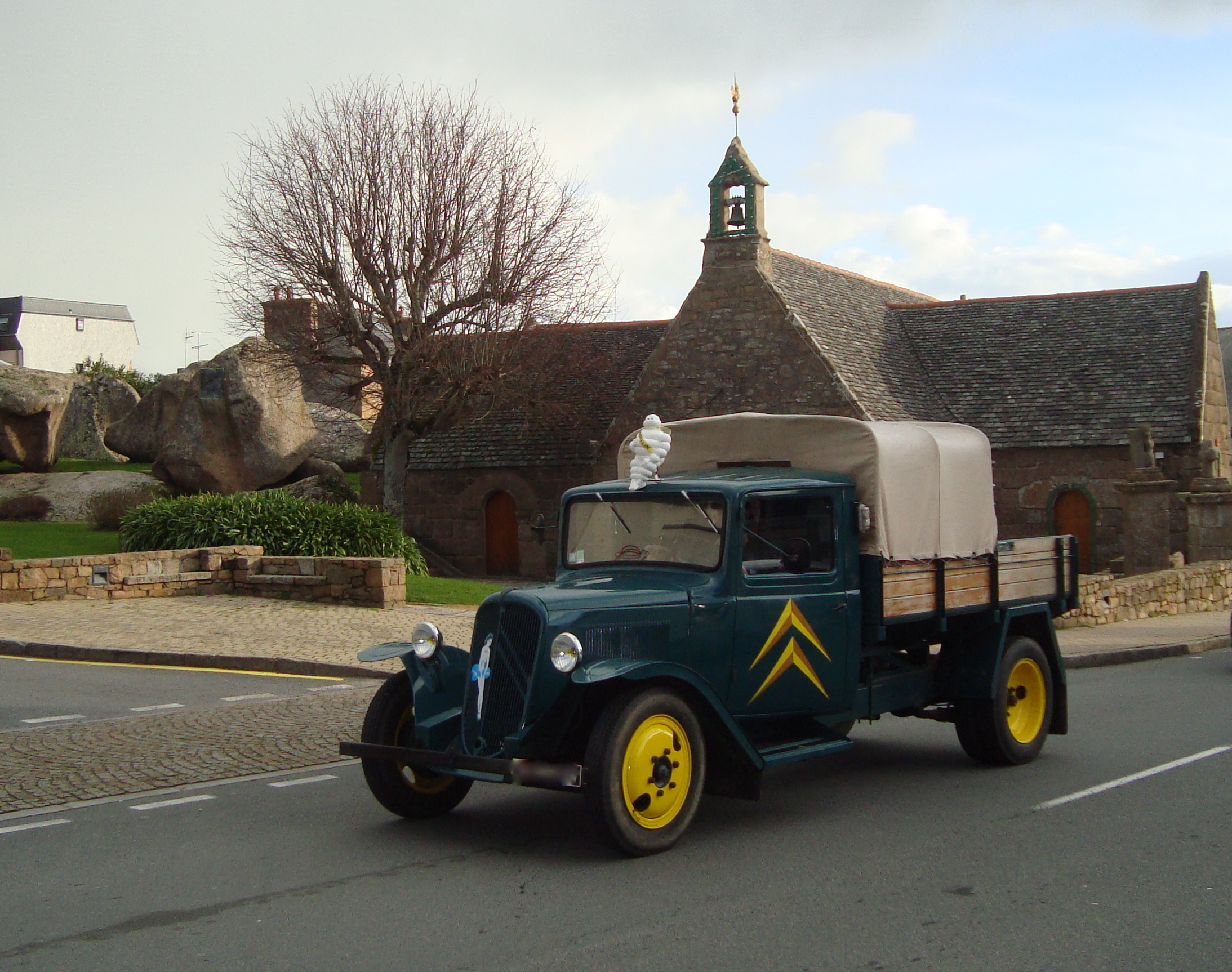
Citroën Type 23R série U d'un garage Citroën surmonté du bibendum Michelin.

Sa cabine dérivée de la partie avant des « Rosalie » a été dessinée par Flaminio Bertoni, le créateur du dessin de la Traction Avant, de la 2 CV, de la DS, de l'Ami 6 et du camion « Belphégor ». 
Le Type 23 Di, dévoilé au Salon de Paris 1936 équipé d'un moteur Diesel quatre cylindres de 1 767 cm3 (40 ch à 3 650 tr/min), est lancé en février 1937 toujours avec 1 500 kg de charge utile. Le moteur est alors un véritable Diesel Citroën construit sous licence Ricardo.
En 1939, l'armée française commande en urgence plus de 13 000 Type 23U avec des accessoires spécifiques, tels que crochets pour remorque, marche-pieds rallongés avec coffres spéciaux latéraux. Les premiers exemplaires sont encore équipés d'ailes galbées et biseautées sur la partie avant, mais dès la fin 1939, apparaissent des ailes plates plus simples à fabriquer.
Le Type 23L série U est réceptionné aux Mines le 29 avril 1940. Son châssis est rallongé de 37 cm en empattement et son P.T.C. est de 3 800 kg. Ses ridelles (panneaux des côtés de la benne) plus longues sont en panneau d'acier emboutis et non plus en bois, le plateau est désormais soutenu par cinq traverses au lieu de quatre. Dès leur arrivée à Paris en juin, les Nazi Allemands prennent possession de l'usine Citroën de Javel et y poursuivent la production des Type 23L série U.
En septembre 1941, le T23L devient T23R avec un freinage hydraulique et un châssis renforcé, le P.T.C. passant à 3 950 kg. En février 1945, le P.T.C. passe à 4 200 kg et fin juin 1952 à 4 500 kg. Cette dernière version possèdera des ailes avant galbées différentes des modèles d'avant guerre, et qui retombent jusqu'au pare-chocs avant à partir de novembre 1952. Ces ailes seront encore modifiées, plus près des roues avec des renforts dans leur partie arrière entre Mai et octobre 1953.  

### L’après-guerre

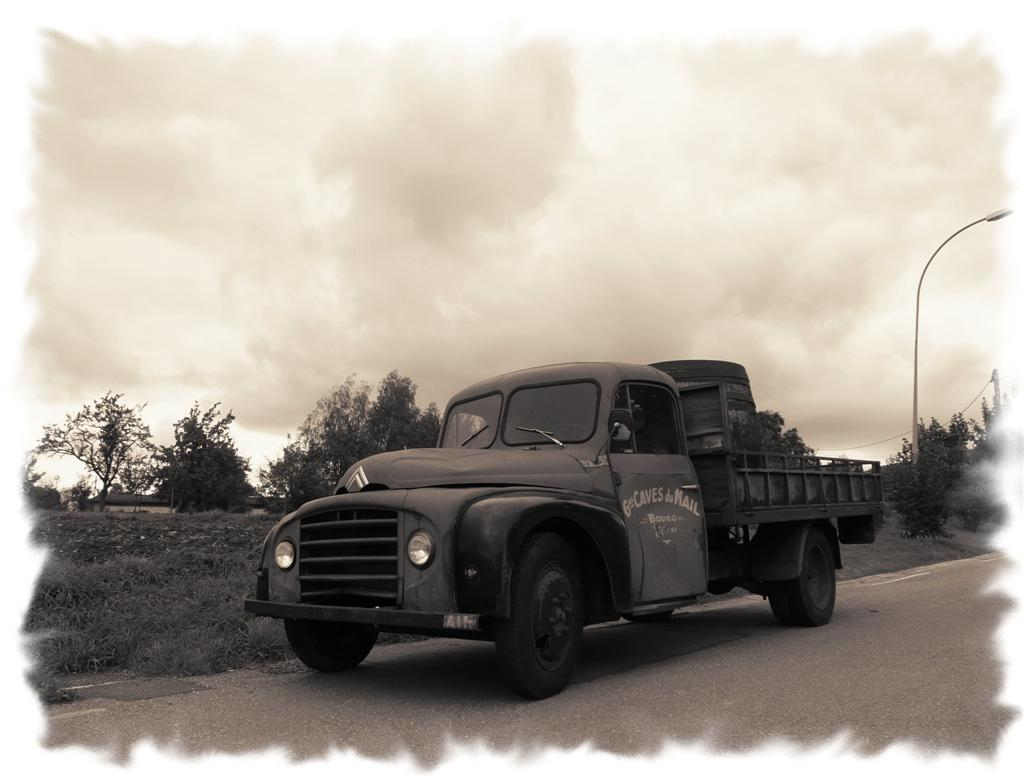
Nouvelle cabine Citroën U23.

Progressivement surnommé « U23 » après la Seconde Guerre mondiale, le Type 23 est équipé à partir novembre 1953 d'une nouvelle cabine monocoque réalisée par la Carrosserie Citroën de Levallois, le châssis étant très peu modifié et s'appelant toujours Type 23R série U jusqu'en 1958. Il bénéficie d'une partie des progrès du moteur Traction Avant « 11D » à partir de mai 1955. Contrairement à une légende, le Type 23 n'a jamais bénéficié, contrairement au Type H, des évolutions apportées par le moteur de l'ID 19 en janvier 1964. Le Type 23 aura été produit, en version essence, jusqu'en 1969 avec le moteur de type 11-MI, ce qui s'explique par le couple important de ce moteur à bas régime, capable malgré sa puissance modeste, de déplacer les 5,750 tonnes de PTRA du Type 23-50. L'U23 sera produit jusqu'en 1969, décliné à partir de novembre 1958 en 23-35 (3,5 tonnes), 23-45 (4,5 tonnes), 23-50 (5 tonnes et tracteur pour semi-remorque). 
Présentée dès l'été 1958, une cabine semi-avancée est disponible en Novembre, toujours réalisée par la Carrosserie de Levallois, mais raccourcie d'un mètre. Par rapport aux premiers modèles de série, de très nombreuses modifications seront apportées par Citroën, telles que la modification de la direction jugée dangereuse, l'ouverture des portes vers l'arrière, un nouveau pédalier suspendu, la réduction des dimensions du capot moteur (accessible de l'intérieur). Par la suite, des sièges à structures tubulaire seront montés et, à partir du Salon 1965, pour les versions essence comme les versions diesel, le filtre à air sera installé sous le capot/cabine (accessible de l'extérieur).
Dès 1958, des moteurs Diesel Perkins quatre cylindres de 3 153 cm3 (52 ch à 2 400 tr/min) sont proposés en adaptation pour tous les T23, avec leur trousse de pièces d'adaptation fournie par la Société française des Moteurs Perkins. Ce montage obligeait simplement le propriétaire du véhicule à passer aux Mines à titre isolé. Devant le succès de ce moteur plus puissant, plus fiable et donnant plus de couple que le moteur Diesel Citroën d'avant Guerre, le Type 23-50 Di désormais équipé de série du moteur Perkins sera réceptionné aux Mines le 28 juillet 1960. Toutefois, chez Citroën, les numéros de série des 23-50 Di, à cabine Levallois normale comme à cabine Levallois semi-avancée, ne commenceront à être enregistrés qu'à partir de septembre 1961.
Le Type 23 sera proposé en toutes sortes de carrosseries, notamment toute une série de bennes basculantes - réalisées par Genève, Marrel, Samson ou Pillot - et de fourgons tôlés- Heuliez et Currus -, pour devenir un Autocar, un Autobus, un corbillard, un camion-nacelle, un fourgon 1er secours de lutte contre l'incendie, un camion pour transport de bouteilles de lait de la SAFR, un camion publicitaire ou des véhicules avec aménagements spéciaux à la demande, etc. 
Les firmes Herwaythorn et Sinpar proposeront des transformations de T23 en quatre roues motrices. C'est surtout Sinpar qui obtiendra le marché du 4 × 4 pour les T23, laissant à Herwaythorn une partie des 4 × 4 Citroën sur châssis T46 et T55. Pour le T23, Sinpar proposera une foule d'équipements, notamment des treuils, des prises de force, des réducteurs, des multiplicateurs, des transformations de châssis, ainsi que des remorques et un tracteur routier pour semi-remorque, l'ensemble du tracteur et de la semi-remorque pouvant atteindre 6,8 tonnes en charge.

## L'autobus-autocar Citroën Type 23 RU[3]
Des autocars et autobus ont été construits sur des châssis d'utilitaire T23, depuis sa réception aux Mines en avril 1935, jusqu'en 1970 par Heuliez.
D'abord par l'usine, puis carrossé par des carrossiers extérieurs à partir d'un châssis motorisé acheté à l'usine.
Avec une longueur carrossable de 3,82 mètres seulement et une largeur inférieure à 2,00 mètres, la version autocar du Type 23, selon les carrossiers, pouvaient n'accueillir que 14 places assises réparties sur trois rangs de 3 places dont deux dos à dos sur l'essieu arrière. Cette capacité est jugée trop faible par les grandes compagnies de transport de voyageurs mais acceptable pour les petits trajets en campagne. Le salut de la première série viendra avec la création du service de la poste automobile rurale (PAR), une activité créée par l'administration des Postes pour livrer, chaque matin, le courrier à distribuer à partir d'un bureau principal vers les bureaux périphériques dans un rayon de 50 km et le soir, pour le ramassage. L'administration ayant alors autorisé l'accès aux voyageurs
Au cours des années 1930, la motorisation Diesel fait son apparition sur les camions et autocars, grandement favorisée par un rendement de moteur plus favorable que l'essence, une consommation réduite et le prix du gasoil détaxé. Deux systèmes s'affrontaient : l'injection directe et la chambre de précombustion brevetée par l'anglais Ricardo. Citroën choisit le type avec chambre de précombustion mais, pour obtenir la même puissance que la version essence, 42 ch DIN à 2 500 tr/min, le régime du moteur Diesel baptisé D1 est poussé à 3 650 tr/min! Le premier autocar Type 23 Diesel est réceptionné le 25 mai 1936 mais sa production en série ne débutera qu'en décembre 1937. La production prendra fin en 1940 en raison d'un succès très mitigé... pour ne pas dire un échec cuisant peut-être justifié par un prix exagéré : 24 700 francs de l'époque pour la version essence et 35 700 francs pour la version Diesel soit + 44,5 % !! un surcoût impossible à amortir. Renault offrait un modèle de capacité supérieure pour moins cher.
Pour corriger cette erreur, fin avril 1940, Citroën présente une version évoluée, le Type 23 LU, avec un empattement porté de 3380 à 3 750 mm. La largeur du châssis n'évolue pas mais il peut recevoir une carrosserie de 2 250 mm de large, ce qui va permettre de caser 4 sièges sur chaque rang. La capacité passe ainsi à 19 places. La motorisation est réduite au seul moteur essence dont la puissance est portée à 48 ch DIN. Le 14 juin 1940, l'armée nazie entre dans Paris et réquisitionne tous les véhicules à moteur disponibles. Sur les 6 500 châssis Type 23 produits dans l'usine de Levallois, seuls 400 seront livrés à l'administration française.
En 1941, Citroën arrête la production des Type 32 et 23 DI, mais lance dès le mois d'août le remplaçant du Type 23 LU, la version renforcée 23 RU, disposant d'une charge utile de 2 tonnes. Ce modèle sera le seul en fabrication. En novembre 1941, Citroën présente le Type 23 LG, version équipée d'un gazogène Brandt mais qui ne sera jamais fabriqué en série. Selon les archives du constructeur, 3 700 exemplaires du châssis Type 23 RU ont été produits entre 1941 et la fin de l'occupation allemande fin 1944, pour la plupart en version plateforme ridelles bâchée de type armée mais rarement en autocar.

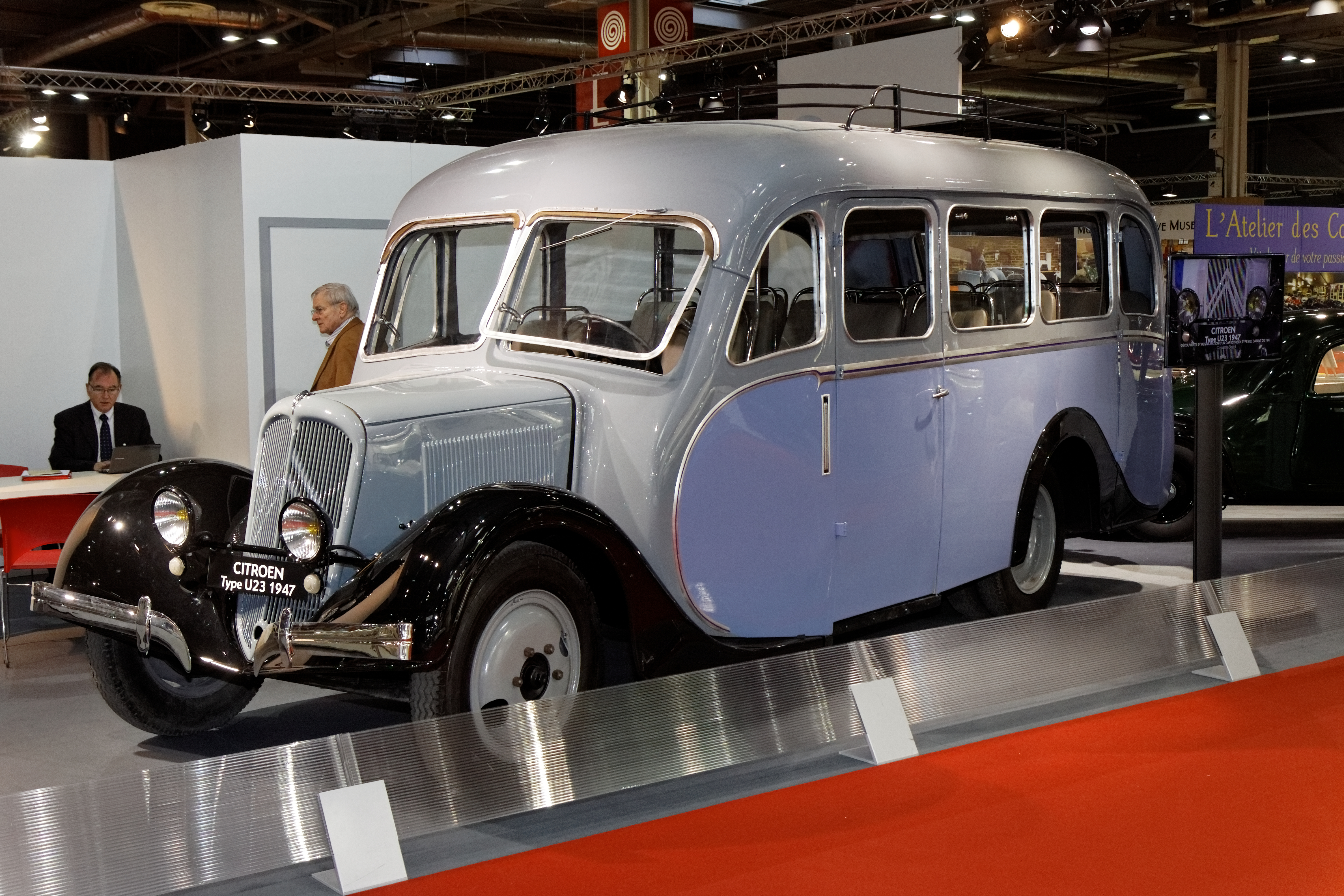
Citroën T23 RU carrosserie Besset de 1947, sans changement visible

Pendant de longues années après la fin de la Seconde Guerre mondiale, la situation économique du pays était très fragile. La pénurie de denrées alimentaires obligea le maintien des tickets de rationnement jusqu'en été 1957 (Inexact : les tickets de rationnement ont disparu en France vers 1949, voir l'article Wikipedia "Rationnement"). Côté industriel, les matières premières faisaient terriblement défaut. Il était quasiment impossible d'acheter des pneumatiques ce qui pénalisait la reconstruction du pays par manque de moyens de transport. Plus de la moitié des autocars circulant avant-guerre n'étaient plus en état de rouler. Avec les sanctions qui frappaient Renault, seuls Berliet, Chausson, Citroën et Isobloc étaient encore capables de produire quelques camions et autocars au gré des livraisons de matières premières libérées par les responsables du Plan Pons suivi du plan quinquennal d'avril 1945.
En juillet 1950, la nouvelle RNUR Régie Nationale des Usines Renault présente le châssis pour autocar "R 2163", d'une capacité de 20 places avec un moteur de 2,4 litres et cabine avancée, une révolution dans le monde des transports en France, mais solution bien rodée par tous les carrossiers italiens. Pour contrer cette concurrence, en juin 1952, Citroën augmente la charge utile de son T 23 RU de 300 kg sans aucune autre modification ni au châssis ni au moteur. En octobre 1953, la cabine datant de 1935 est enfin modernisée conjointement avec celle du Type 55 qui reprend des éléments communs. Pour contrer le nouveau Renault R 2165 équipé d'un moteur essence de 2 litres développant 56 ch DIN, Citroën confie aux carrosseries Satec et Heuliez le soin de transformer le châssis T 23 RU. Satec avance le poste de conduite et renforce la suspension pour que le véhicule puisse être homologué avec un PTC de 5,0 tonnes. Le travail de Citroën, Satec et Heuliez va déboucher sur la présentation en août 1955 du prototype d'un fourgon baptisé 23 R HLZ 2T dont la fabrication débute en avril 1956. La transformation de ce fourgon en autocar est simple et en 1957, Citroën propose à son catalogue l'autocar T 23.50 en 3 variantes :
- A - transport scolaire 48 places sur 4 banquettes longitudinales,
- B - transports collectifs et ouvriers, 28 places sur 3 banquettes longitudinales,
- C - transports interurbains classiques, 23 places sur 6 rangs avec allée centrale.

En 1957, Heuliez utilisera ce châssis pour créer son propre modèle de 24 places baptisé Type D.
En juillet 1956, le chef de l’État égyptien, le Colonel Nasser, nationalise le canal de Suez. Cela va avoir de fortes conséquences sur l'approvisionnement en pétrole des pays occidentaux. Le litre d'essence va augmenter de 40 % en France. La rentabilité de la motorisation essence sur les véhicules utilitaires et petits poids lourds va rapidement disparaître au profit du Diesel. Cette rapide évolution va grandement profiter, en France, au constructeur britannique Perkins qui disposait d'une importante usine en France et qui fabriquait 3 types de moteurs : le P3V 3 cylindres de 41 ch DIN, le P4V 4 cylindres de 55 ch et le P6V 6 cylindres de 83 ch à 2 400 tr/min. Aucun constructeur français ne disposant d'un moteur fiable, puissant et moderne comparable, ne pouvant importer d'autres moteurs de l'étranger, Citroën proposa en option le moteur Perkins 4 cylindres, équipé d'un circuit électrique en 12 volts comme le Diesel Citroën des années 1936 à 1940.
Les premiers autocars équipés de moteurs Diesel Perkins sont commercialisés en début d'année 1960. Le Citroën Type 23 est homologué en février 1960 sous la dénomination T 23.50 DI HLZ.
En 1965, Renault V.I. remplace sa gamme Galion par le Saviem SG4, véhicule moderne et nettement plus confortable avec des roues avant à suspensions indépendantes. Le sort de l'antique T23 est scellé, les ventes vont très rapidement décliner mais, de plus, l'intégration de Berliet en juillet 1967 prévoyait le déplacement de la fabrication des camions des gammes N & P dans l'usine Berliet de Vénissieux et l'arrêt des gammes 23, 55 & 60 jugées trop obsolètes. Les derniers châssis T.23 sortiront d'usine en 1969. Cette année-là, les 1 468 derniers exemplaires de châssis ont été fabriqués.